# Gare de Mer
La gare de Mer est une gare ferroviaire française de la ligne de Paris-Austerlitz à Bordeaux-Saint-Jean, située sur le territoire de la commune de Mer, dans le département de Loir-et-Cher, en région Centre-Val de Loire.
Cette gare de la Société nationale des chemins de fer français (SNCF) est desservie par des trains TER Centre-Val de Loire.

## Situation ferroviaire
Établie à 98 mètres d'altitude, la gare de Mer est située au point kilométrique (PK) 160,270 de la ligne de Paris-Austerlitz à Bordeaux-Saint-Jean, entre les gares ouvertes de Beaugency et de Suèvres.

## Histoire
De 2020 à 2015, selon les estimations de la SNCF, la fréquentation annuelle de la gare s'élève aux nombres indiqués dans le tableau ci-dessous.
| Année                      | 2020    | 2019    | 2018    | 2017    | 2016    | 2015    |
| -------------------------- | ------- | ------- | ------- | ------- | ------- | ------- |
| Nombre de voyageurs        | 141 146 | 228 509 | 213 117 | 218 668 | 211 373 | 225 926 |
| Voyageurs et non voyageurs | 176 433 | 285 636 | 266 397 | 273 336 | 264 216 | 282 408 |

## Service des voyageurs

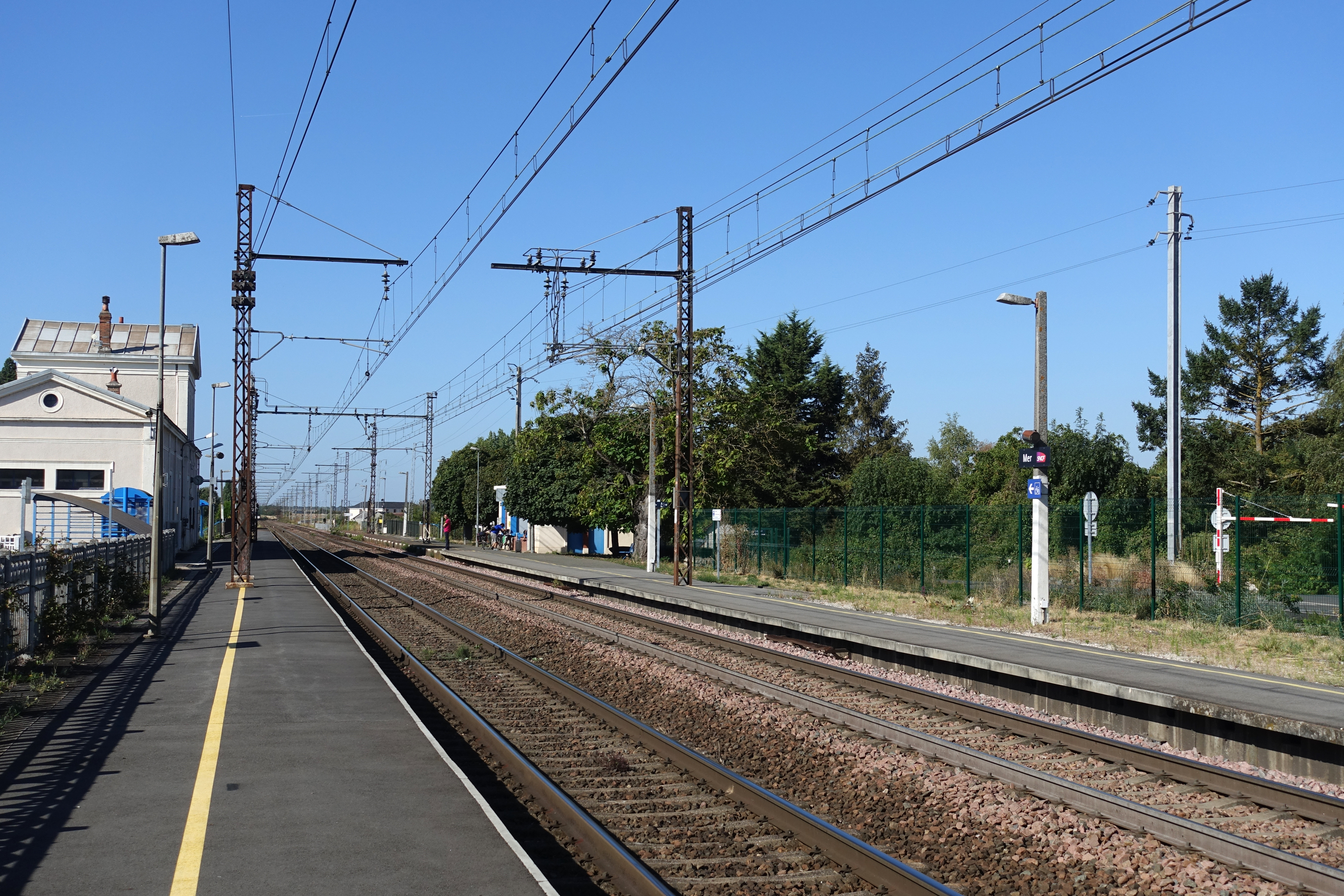
Vue des quais.

### Accueil
La gare dispose d'un bâtiment voyageurs ouvert du lundi au vendredi de 7 h 20 à 14 h 30 ainsi que le samedi de 9 h 30 à 12 h et de 13 h à 17 h 50. Le guichet est ouvert aux mêmes heures.

### Desserte
Mer est desservie par des trains TER Centre-Val de Loire qui effectuent des missions omnibus entre les gares de Blois - Chambord et d'Orléans et par des missions semi-directes entre Tours et Orléans.

### Intermodalité
Un parc pour les vélos et un parking pour les véhicules y sont aménagés.